# Rudolf Bester
Rudolf Bester (Otjiwarongo, África del Sudoeste; 19 de julio de 1983) es un exfutbolista de Namibia que jugaba en la posición de delantero.

## Carrera

### Club
| Periodo   | Club                     |
| --------- | ------------------------ |
| 2003–2006 | Blue Waters              |
| 2006–2007 | Eleven Arrows            |
| 2008      | FK Čukarički             |
| 2009      | Eleven Arrows            |
| 2009–2011 | Maritzburg United        |
| 2011–2014 | Orlando Pirates          |
| 2013–2014 | → Golden Arrows (cedido) |
| 2014–2015 | Free State Stars         |
| 2015–2016 | Moroka Swallows          |
| 2016–2017 | Alexandra Black Aces     |

### Selección nacional
Jugó para Namibia de 2004 a 2014, donde anotó 13 goles en 46 partidos y participó en la Copa Africana de Naciones 2008.

## Estadísticas

### Goles internacionales
| #   | Fecha      | Sede                             | Rival                           | Resultado | Torneo                                                  |
| --- | ---------- | -------------------------------- | ------------------------------- | --------- | ------------------------------------------------------- |
| 1.  | 23-7-2006  | Independence Stadium, Windhoek   | Malaui                          | 3–2       | Copa COSAFA 2006                                        |
| 2.  | 6-7-2007   | Kamuzu Stadium, Blantyre         | Malaui                          | 2–1       | Amistoso                                                |
| 3.  | 8-9-2007   | Addis Ababa Stadium, Addis Ababa | Etiopía                         | 3–2       | Clasificación para la Copa Africana de Naciones de 2008 |
| 4.  | 8-9-2007   | Addis Ababa Stadium, Addis Ababa | Etiopía                         | 3–2       | Clasificación para la Copa Africana de Naciones de 2008 |
| 5.  | 14-6-2008  | Sam Nujoma Stadium, Windhoek     | Guinea                          | 1–2       | Clasificación para la Copa Mundial de Fútbol de 2010    |
| 6.  | 11-10-2008 | Sam Nujoma Stadium, Windhoek     | Zimbabue                        | 4–2       | Clasificación para la Copa Mundial de Fútbol de 2010    |
| 7.  | 1-4-2009   | Saida Municipal Stadium, Sidón   | Líbano                          | 1–1       | Amistoso                                                |
| 8.  | 6-6-2009   | Independence Stadium, Windhoek   | República Democrática del Congo | 4–0       | Amistoso                                                |
| 9.  | 4-9-2009   | Sam Nujoma Stadium, Windhoek     | Suazilandia                     | 1–1       | Amistoso                                                |
| 10. | 3-3-2010   | Moses Mabhida Stadium, Durban    | Sudáfrica                       | 1–1       | Amistoso                                                |
| 11. | 11-11-2011 | Stade National Gouled, Yibuti    | Yibuti                          | 4–0       | Clasificación para la Copa Mundial de Fútbol de 2014    |
| 12. | 11-11-2011 | Stade National Gouled, Yibuti    | Yibuti                          | 4–0       | Clasificación para la Copa Mundial de Fútbol de 2014    |
| 13. | 17-5-2014  | Sam Nujoma Stadium, Windhoek     | Congo                           | 1–0       | Clasificación para la Copa Africana de Naciones de 2015 |

## Logros
- Premier Soccer League (1): 2011-12[4]
- MTN 8 (1): 2011
- Telkom Knockout Cup (1): 2011